# Jean Métezeau
Jean Métezeau, mort le 27 avril 1600 à Dreux, est un architecte français. Il est issu d'une famille de maîtres maçons et de maîtres d'œuvre originaire de Dreux. Il est le fils de Clément Métezeau et frère de Thibault Métezeau, également architectes.

## Arbre généalogique des Métezeau

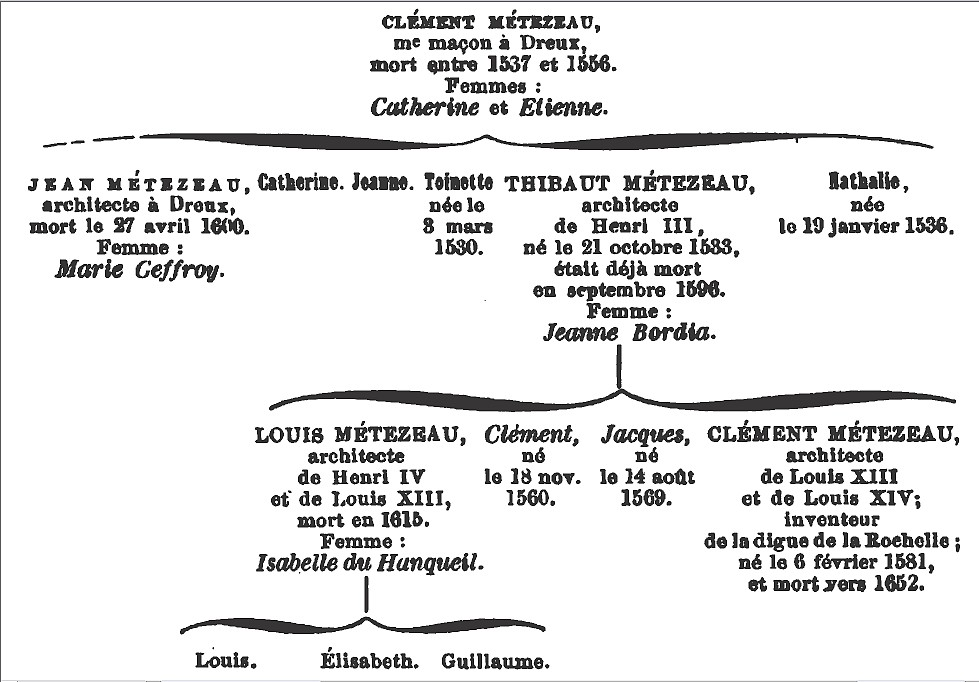
Arbre généalogique des Métezeau.

## Biographie
Jean, disciple de Philibert Delorme, travaille à Dreux comme maître d'œuvre à l'église Saint-Pierre, où il réinterprète l'architecture gothique dans l'esprit de ce qu'a réalisé de l'Orme à la chapelle de Vincennes. Il construit sans doute, après avoir terminé la tour Saint-Vincent, le bras Sud du transept et son portail.